# Paralelo 14 S
O Paralelo 14 S é um paralelo no 14° grau a sul do plano equatorial terrestre.
Começando pelo Meridiano de Greenwich e tomando a direção leste, o paralelo 14° Sul passa sucessivamente por:
| País, território ou mar | Notas |
| ----------------------- | --- |
| Oceano Atlântico        | |
| Angola                  | |
| Zâmbia                  | |
| Malawi                  | Cerca de 8 km |
| Zâmbia                  | |
| Malawi                  | |
| Lago Malawi             | |
| Malawi                  | |
| Moçambique              | |
| Oceano Índico           | Canal de Moçambique |
| Madagáscar              | |
| Oceano Índico           | |
| Austrália               | Austrália Ocidental |
| Golfo de José Bonaparte | |
| Austrália               | Território do Norte - continente e Groote Eylandt |
| Golfo de Carpentária    | |
| Austrália               | Península do Cabo York, Queensland |
| Mar de Coral            | Passa a sul do Recife Osprey, nas Ilhas do Mar de Coral, Austrália · Passa entre as ilhas Vanua Lava e Gaua, Vanuatu                                            |
| Oceano Pacífico         | Passa a norte da Ilha Futuna, Wallis e Futuna |
| Samoa                   | Ilha de Upolu |
| Oceano Pacífico         | Passa a norte da ilha Tutuila, Samoa Americana · Passa a norte das Ilhas Ofu-Olosega, Samoa Americana · Passa a norte das Ilhas da Decepção, Polinésia Francesa |
| Peru                    | Corta a cidade de Machu Picchu |
| Bolívia                 | |
| Brasil                  | Mato Grosso Goiás (Chapada dos Veadeiros) Bahia |
| Oceano Atlântico        | |